# Бреццо-ді-Бедеро
Бреццо-ді-Бедеро (італ. Brezzo di Bedero) — муніципалітет в Італії, у регіоні Ломбардія,  провінція Варезе.
Бреццо-ді-Бедеро розташоване на відстані близько 550 км на північний захід від Рима, 70 км на північний захід від Мілана, 21 км на північний захід від Варезе.
Населення — 1206 осіб (2014).
Покровитель — святий Віктор.

## Демографія
Населення за роками:

Станом на 1 січня 2023 року в муніципалітеті офіційно проживало 86 іноземців з 22 країн, серед них 39 громадян країн Євросоюзу та 2 громадяни України.

## Сусідні муніципалітети
- Бриссаго-Вальтравалья
- Каннеро-Рив'єра
- Джерміньяга
- Оджеббіо
- Порто-Вальтравалья